# Wilczomlecz ogrodowy

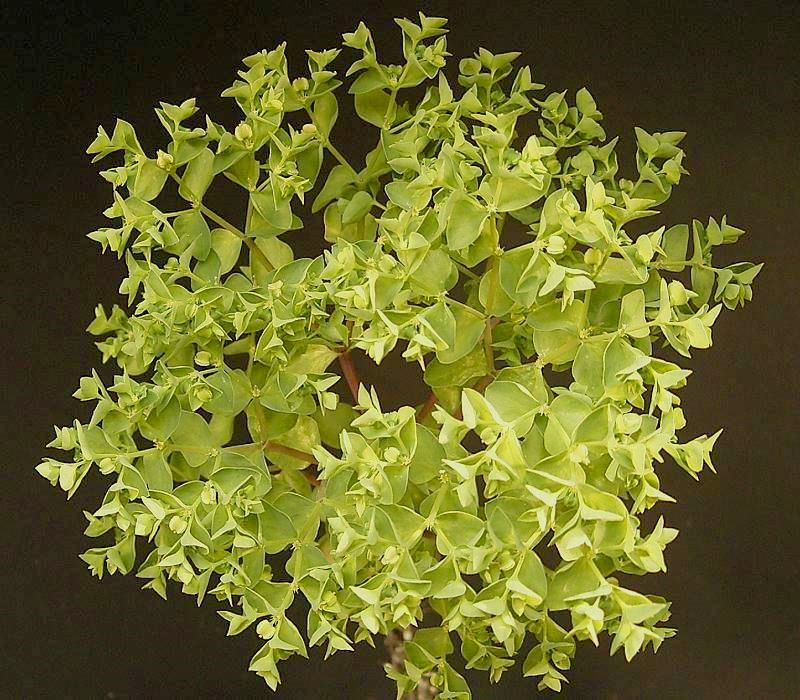
Kwiatostan

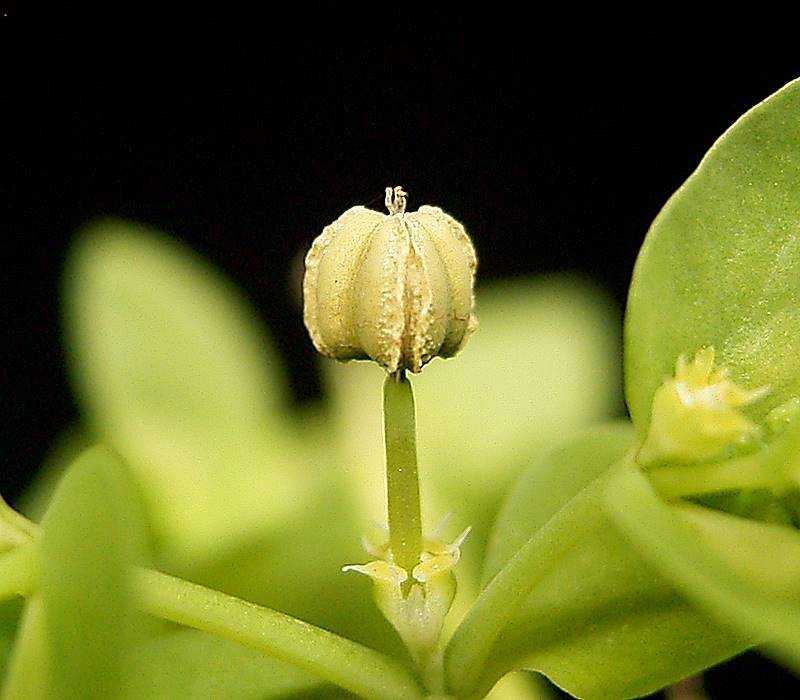
Słupek

Wilczomlecz ogrodowy (Euphorbia peplus L.) – gatunek rośliny należący do rodziny wilczomleczowatych. Występuje w Północnej Afryce, Azji i Europie. W Polsce archeofit, roślina pospolita.

## Morfologia
ŁodygaGęsto ulistniona łodyga o wysokości do 20 cm.
LiścieUlistnienie skrętoległe. Dolne liście prawie koliste, górne odwrotnie jajowate, tępe. Górne podsadki jajowatego kształtu. Wszystkie liście ogonkowe, nagie i całobrzegie.
KwiatyZielonożółte, zebrane w wierzchotki składające się z 3–4 gałązek. Ma półksiężycowate miodniki.
OwocTrójkomorowa torebka, podwójnie oskrzydlona wzdłuż grzbietów komór. Nasiona jajowate, o długości 1,3–1,5 mm, z dwoma podłużnymi rowkami na stronie brzusznej, na pozostałych z 6-9 dołkami.
KorzeńCienki.

## Biologia i ekologia
Roślina jednoroczna. Kwitnie od czerwca do września, przedsłupne kwiaty zapylane są przez muchówki. Występuje zwłaszcza na polach uprawnych i w pobliżu osiedli ludzkich na glebach piaszczystych i gliniastych zasobnych w azot, czasami całymi łanami. Chwast segetalny. W klasyfikacji zbiorowisk roślinnych gatunek charakterystyczny dla Ass. Galinsogo-Setarietum. Roślina trująca. Jest to jeden z najbardziej trujących gatunków wilczomleczy. Może powodować oparzenia skóry, pęcherze, owrzodzenia. Mleko kóz, owiec i krów, które najadły się wilczomleczu jest czerwone i może spowodować zatrucia. Liczba chromosomów 2n = 16.

## Zastosowanie
W testach klinicznych sok tego gatunku okazał się skuteczny w leczeniu nowotworów skóry – raka podstawnokomórkowego i kolczystokomórkowego. Aktywnym składnikiem jest ingenol, który nie tylko niszczy komórki raka, ale i pobudza aktywność białych krwinek – neutrofilów, co najwyraźniej zmniejsza ryzyko wznowy choroby.